# Концептуална рамка
Концептуална рамка се използва в изследванията за да подчертае възможни посоки на действие или да представи предпочитан подход към идея или мисъл. Например философът Исая Бърлин използва „hedgehogs“ срещу „foxes“ подход; „hedgehog“ може да подхожда към света в условията на единен организационен принцип; „fox“ може да преследва множество конфликтни цели едновременно. В друг вариант един емпирик може да подхожда към даден обект чрез директно изследване, докато интуиционистът може просто да има интуиция за какво следва по-нататък.
Концептуалните рамки (теоретични рамки) са вид на междинна теория, която се стреми да се свърже с всички аспекти на изследване (например дефиниция на проблема, цел, преглед на съществуващата литература, методология, събиране на данни и анализ). Концептуалните рамки могат да действат като карти, които дават кохерентност на емпиричното изследване. Тъй като концептуалните рамки са потенциално много близо до емпиричното изследване те приемат различни форми, в зависимост от въпросът или проблемът, който се изследва.